# Stânca Grineacica-2
Stânca Grineacica-2 (în ucraineană Гриняцька стінка-2) este o rezervație peisagistică de importanță locală din raionul Hotin, regiunea Cernăuți (Ucraina), situată la est de satul Teiul Verde și la nord de satul Grineacica.
Suprafața ariei protejate constituie 41 de hectare, fiind înființată în anul 1994 prin decizia consiliului regional. Statutul a fost acordat pentru protecția peisajului natural pitoresc situat pe versantul drept împădurit al canionului Nistrului cu vegetație forestieră, formațiuni geomorfologice ca peșteri, roci, straturi geologice.
Lângă „Grineacica-2” există o arie similară de protecție a naturii numită „Grineacica-1”. 